# Parc des Chaprais
Le parc des Chaprais est un parc de Besançon situé dans le quartier des Chaprais.

## Donation
Le parc est donné à la ville de Besançon en 1978 par André Millot, ancien ambassadeur de France,,.
Le terrain arboré sis 4, rue de l’Église a 63 ares de superficie. La donation est faite sous réserve des obligations et interdictions suivantes :
« Le terrain restera toujours un espace vert ouvert au public ; Cet espace vert devra porter le nom de « Jardin des Chaprais » ou de « Jardin Public des Chaprais », à l’exclusion de tout autre appellation. Il ne sera jamais utilisé comme parc de stationnement, même partiellement. Aucune construction, même légère (stands, tentes, baraques…) ne pourra être édifiée ni en surface, ni en sous-sol. L’abri de jardin existant pourra être conservé et remis en état... ».
En 2002, à la demande de sa fille, une plaque commémorative est dévoilée afin de remercier le donateur.

## Usage
C'est avec ses espaces naturels comme le parc des Chaprais  que Besançon peut prétendre être l'une des premières villes vertes de France. Le parc arboré, situé dans un quartier résidentiel, dispose d’une bonne quiétude étant éloigné des bruits de la circulation. Les habitants du quartier et notamment les familles viennent  y chercher le calme. Parmi les arbres présents sur le site se trouvent : un mûrier, un châtaignier, un séquoia, un pin de l’Himalaya. Le parc est accessible aux personnes à mobilité réduite et dispose d’un horaire d’ouverture variable selon les saisons.

## références
1. ↑  « Il y a 40 ans, le Parc des Chaprais ouvrait au public : hommage au donateur André Millot. », sur chaprais.info, 16 juin 2018 (consulté le 19 juin 2018).
2. ↑  La famille Millot possédait le journal Le petit Comtois jusqu'à sa disparition en 1944. Catherine Millot, la fille de André Millot est une psychanalyste et fut intime de Jacques Lacan.
3. ↑  Claude Fabert, « Un autre jardin que celui du cimetière », Le Monde,‎ 19 avril 1978 (lire en ligne)
4. ↑  Cette obligation n'est pas respectée puisque la dénomination "Parc des Chaprais" a prévalu.
5. ↑  Bulletin Officiel De La Commune de Besançon, 23 mars 1978,  p.758.